# Padilla (apellido)
Padilla es un apellido castellano originario de la villa de Padilla de Abajo o de Yuso, partido judicial de Castrojeriz, en la provincia de Burgos. 
Los Padilla fueron señores de villas como Padilla de Arriba, Coruña del Conde, Calatañazor (Soria), Mejorada, Santa Gadea, Novés, Mascaraque (Toledo), Villaveta, Pinós y Beas; así como condes de la Mejorada, Santa Gadea y Casa-Padilla, y marqueses de Valdefuentes,  Santa Fe de Guardiola y Puerto Berrio. 
En el siglo XV, consiguieron patrimonializar el importante cargo de adelantado mayor de Castilla, título que, en el siglo XVII, debido a diversos enlaces matrimoniales, acabó integrándose dentro de la casa ducal de Lerma y, ésta, en la casa ducal de Medinaceli. En 1587, Felipe II otorgó el condado de Santa Gadea a Martín de Padilla, capitán general de las galeras españolas y de la mar océano.
Entre los miembros de este linaje cabe destacar una reina de Castilla, cuatro maestres y dos comendadores mayores de la orden de Calatrava y un maestre de la de Santiago; en sus miembros recayeron muchas veces la Ricahombría y las dignidades de Justicia Mayor, Guarda Mayor, Ballestero Mayor o Mariscal de Castilla. Probaron los Padilla su nobleza en las órdenes de Santiago, Calatrava y Alcántara, así como en la Real Chancillería de Valladolid y en la Real Compañía de Guardias Marinas.
A pesar de ser un apellido español, debido a los desplazamientos históricos de los originarios a distintos países, el apellido Padilla se ha expandido. Por ejemplo en México, Puerto Rico, República Dominicana, entre otros.

## Trayectoria del linaje

### SigloXIV

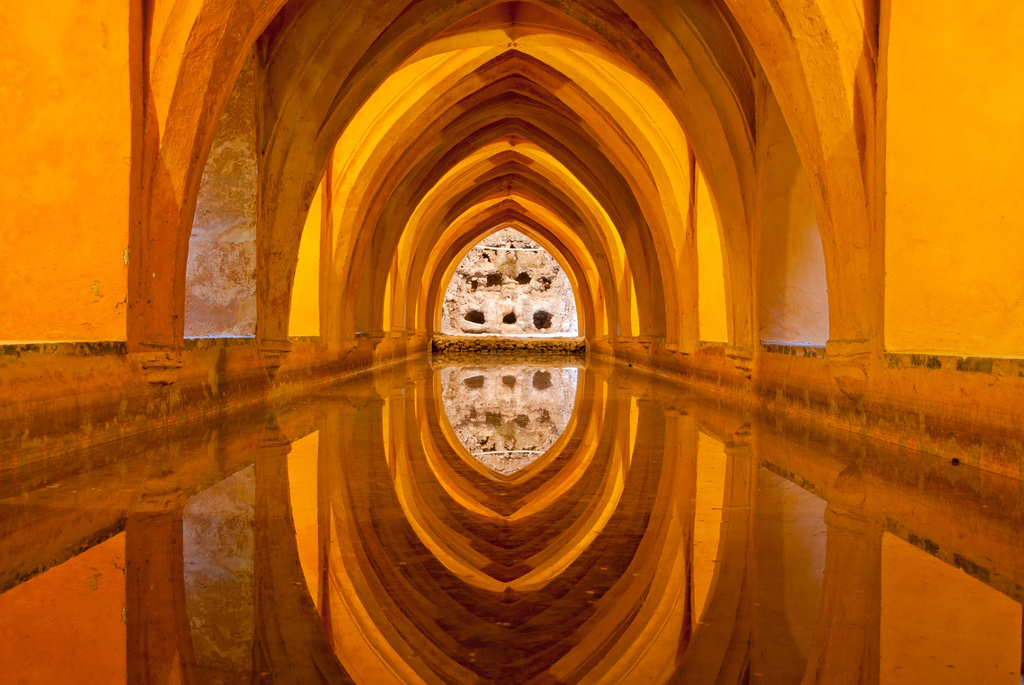
Baños de Doña María de Padilla en los Reales Alcázares de Sevilla.

El linaje de los Padilla desciende de Pedro González de Padilla, ballestero de Pedro I, quien contrajo matrimonio con María González de Leiva, señora de Coruña del Conde. Entre sus hijos cabe destacar a:
- Juan Diego García de Padilla, casado con María González de Hinestrosa, padres de Diego García de Padilla, maestre de Calatrava entre 1355-1365, y de María de Padilla, amante de Pedro I el Cruel.

- Gonzalo López de Padilla, cuyo hijo Garci López de Padilla fue maestre de Calatrava entre 1296 y 1322.
- Juan Fernández de Padilla (m. 1376): ejerció de camarero mayor de Enrique II y fue alguacil mayor de Toledo, contrayendo matrimonio con Juana García de Ayala, de quienes desciende Pedro López de Padilla.

### SigloXV
Pedro López de Padilla III (m. 1447), contrajo matrimonio con Leonor Sarmiento, entre cuyos hijos podemos destacar a:
- Juan López de Padilla (m. 1468), en 1451 compró el título de adelantado mayor de Castilla a Juan Pacheco, marqués de Villena, confirmado por Enrique IV en 1456, consiguiendo patrimonializarlo. Contrajo matrimonio con Mencía Manrique de Lara, señora de Santa Gadea del Cid, hija de Gómez Manrique de Lara (1356-1411), quien había sido también adelantado mayor de Castilla y señor de Frómista, Requena y Santa Gadea, y su esposa Sancha de Rojas, fundadores del monasterio burgalés de Nuestra Señora de Fredelval, donde fueron enterrados, conservándose actualmente sus sepulcros en el Museo de Burgos. 
  - Su hijo Pedro López de Padilla IV, adelantado mayor de Castilla, contrajo matrimonio con Isabel de Pacheco o Meneses, hija natural de Juan Pacheco, I marqués de Villena, y Catalina Alfon de Ludeña, que fue legitimada por Enrique IV en 1456. De este matrimonio nacen: 
    - Juan de Padilla, fallecido con 21 años en la guerra de Granada.
    - Antonio López de Padilla, que siguió la línea como adelantado mayor de Castilla tras la muerte de su hermano mayor, se casó con Inés Enríquez de Acuña, hija de los II condes de Buendía, de quienes descienden los condes de Santa Gadea.
    - María López de Padilla, casada con Juan de Acuña, III conde de Buendía.
    - Jerónimo de Padilla, caballero de Santiago y fundador del convento de Nuestra Señora de la Piedad en Torredonjimeno (Jaén), donde está enterrado.
    - García de Padilla, comendador de Calatrava, que llevó a cabo importantes reformas en el convento de Fresdelval.

- Sancho de Padilla, señor de Mascaraque (Toledo), donde lleva a cabo importantes reformas en el castillo. Contrajo matrimonio con Marina de Sandoval y, entre sus hijos, cabe destacar a: 
  - Gutierre de Padilla, comendador mayor de Calatrava.
  - Diego López de Padilla, mariscal de Castilla.
  - Pedro López de Padilla, regidor de Toledo, quien contrajo matrimonio con Mencía Dávalos, cuyos hijos fueron:
    - Gutierre López de Padilla, María de Padilla, casada con Pedro de Acuña, señor de Anguix.
    - Juan de Padilla, líder comunero, ejecutado tras la derrota de Villalar en 1521 y cuyas casas, situadas en la actual Plaza de Padilla de Toledo, fueron arrasadas, sembrado de sal dicho solar para que no volviese a crecer nada.

## Escudo de Armas
El escudo de armas de los Padilla está formado por tres palas de horno (o padillas) de plata en campo de azur, puestas con el mango hacia abajo, perpendiculares y en situación de faja, acompañadas cada una con tres medias lunas del mismo metal, puestas en la parte superior, la inferior, y en el centro del costado de cada una de las palas. Según Argote de Molina, pusieron por armas de este escudo las padillas por alusión a su apellido, por ser los señores de la villa de Padilla (Burgos). Sin embargo, con la mitificación de los elementos simbólicos del linaje, existe otra versión mítica según la cual "los Padillas pusieron por armas unas padillas que son instrumentos rústicos a manera de palas de horno porque un caballero de este linaje defendió de los moros un castillo con una de esas palas".

## Los Padilla en América
En el Perú, durante el siglo XVI se hallan algunos personajes de esta importante familia castellana: El primero, fue el escribano Juan de Padilla, relator de la Real Audiencia de Lima, natural de Melgar de Fernamental, casado con doña María de Celis, oriunda de Mombeltrán, quienes fueron padres de tres hijas cuya descendencia se emparentó con los condes de San Juan de Lurigancho, de Toreno y Vistaflorida. La segunda, fue doña Beatriz de Casillas y Padilla, nacida en Granada e hija de doña Inés de Padilla (tía del futuro conde de Santa Gadea) y del capitán Francisco de Casillas y Narváez, quien junto a su hermana doña Lucía se establecieron en Arequipa; Beatriz contrajo matrimonio con el conquistador y encomendero Juan de la Torre y sería la matriarca de una importante descendencia que se remonta hasta la actualidad, mientras que su hermana menor Lucía de Padilla, viuda en diferentes ocasiones, sería una de las fundadoras del Convento de Santa Catalina del Cuzco.

## Enlaces
- http://palomatorrijos.blogspot.com.es/2010/12/calatanazor.html
- https://web.archive.org/web/20131015114627/http://www.albakits.com/PADILLA.htm

- Datos: Q6057135
- Multimedia: Padilla (surname) / Q6057135